# Кийра Кас
Кийра Кас (на английски: Kiera Cass) е американска писателка на бестселъри в жанра чиклит фентъзи и любовен роман.

## Биография и творчество
Кийра Кас е родена на 19 май 1981 г. в Мъртъл Бийч, [Южна Каролина, САЩ. Баща ѝ е пуерториканец. Завършва гимназия „Сокасти“ в Мъртъл Бийч. Учи в университета „Коастъл“ в Конуей в Южна Каролина, и завършва университета Радфорд с бакалавърска степен по история.
През 2004 г. се омъжва за Карауей Кас, електроинженер, и имат две деца – Гуидън и Зузу.
След дипломирането си се занимава с различни дейности, пее и танцува в музикален театър, но в крайна сметка намира своето поприще в писателската си кариера.
Първият ѝ роман „The Siren“ (Сирената), написан след местна трагедия през 2007 г., когато тя е бременна със сина си. Публикува я самостоятелно през 2009 г., но има слаб интерес.
Големият ѝ успех идва с дистопичния фентъзи роман „Изборът“ от едноименната поредица. Той става международен бестселър и я прави известна. През 2012 г. е екранизиран в едноименния телевизионен филм с участието на Ейми Тийгардън, Мерит Патерсън и Уилям Моусли, а през 2013 г. също с участието на Ардън Чо, Антъни Хеад и Шон Патрик Томас.
Освен другите части от поредицата – „Елитът“, „Единствената“ и „Наследницата“, тя пише и няколко новели, които развиват сюжета в различни направления и герои.
Произведенията на писателката често са в списъците на бестселърите. Те са преведени на 32 езика и са издадени в над 4 милиона екземпляра по света.
Кийра Кас живее със семейството си в Християнсбърг, Вирджиния.

## Произведения

### Самостоятелни романи
- The Siren (2009)
Сирената, изд.: „Егмонт България“, София (2016), прев. Цветелина Тенекеджиева
- A Thousand Heartbeats (2022)

### Серия „Изборът“ (Selection)
1. The Selection (2012)
Изборът, изд.: „Егмонт България“, София (2014), прев. Цветелина Тенекеджиева
2. The Elite (2013)
Елитът, изд.: „Егмонт България“, София (2014), прев. Цветелина Тенекеджиева
3. The One (2014)
Единствената, изд.: „Егмонт България“, София (2014), прев. Цветелина Тенекеджиева
4. The Heir (2015)
Наследницата, изд.: „Егмонт България“, София (2015), прев. Цветелина Тенекеджиева
5. The Crown (2016)
Короната, изд.: „Егмонт България“, София (2016), прев. Цветелина Тенекеджиева

#### Новели към серията
- The Prince (2014)
- The Guard (2014)
- The Queen (2014)
- The Favorite (2015)
- The Maid (2015)
  - Петте новели се съдържат в Happily Ever After (2015)
И заживели щастливо, изд.: „Егмонт България“, София (2015), прев. Цветелина Тенекеджиева

#### Съпътстващи издания
- The Selection Coloring Book (2016)

### Серия „Годеникът“ (The Betrothed)
- The Betrothed (2020)
- The Betrayed (2021)

### Разкази
- In the Clearing (2012)

### Екранизации
- 2012 The Selection – ТВ филм, по романа
- 2013 The Selection